# Passiflora tacsonioides
Passiflora tacsonioides är en passionsblomsväxtart som beskrevs av August Heinrich Rudolf Grisebach. Passiflora tacsonioides ingår i släktet passionsblommor, och familjen passionsblomsväxter. Inga underarter finns listade i Catalogue of Life.